# Прав ъгъл
За съзвездието вижте Прав ъгъл (съзвездие).
Прав ъгъл се нарича ъгъл, равен на 90°, 100 градa или {\displaystyle \pi  \over 2} радиана. Ъгли, по-малки от правия ъгъл, се наричат остри, a тези, които са по-големи – тъпи. Ъгъл, равен на сумата от два прави ъгъла, се нарича изправен ъгъл, а ъгли, по-големи от два прави ъгъла, се наричат изпъкнали. Ако ъгълът между две прави е прав, то те са перпендикулярни.
Разликата между един прав ъгъл и един остър ъгъл се нарича допълващ ъгъл, а между два прави ъгъла и даден ъгъл – съседен ъгъл.